# Erich Fellgiebel
Fritz Erich Fellgiebel (4 de outubro de 1886 – 4 de setembro de 1944) foi um general alemão da Wehrmacht, as forças armadas da Alemanha Nazista. Junto com vários outros oficiais do exército ele participou da conspiração da resistência alemã para derrubar o ditador Adolf Hitler que culminou no atentado de 20 de julho, uma tentativa fracassada de assassinar o führer alemão.

## Biografia
Fellgiebel nasceu em Pöpelwitz, na Silésia (atualmente parte da Polônia), perto de Breslau, em 1886. Aos 18 anos se juntou ao exército prussiano. Durante a Primeira Guerra Mundial ele serviu como capitão no Estado-maior. Após o conflito ele continuou servindo no Reichswehr e foi designado para Berlim. Em 1928 ele ascendeu ao posto de major. Em 1934 ele já era coronel e quatro anos mais tarde virou general.
Em 1938, ele foi promovido a oficial de comunicações da Wehrmacht no OKW (o QG das forças armadas). Mesmo com a patente alta, Fellgiebel nunca foi popular dentro do círculo do regime e Hitler não confiava muito nele, porém contava com sua experiência. Foi Erich o principal defensor do amplo uso da máquina enigma para comunicações por parte do exército. Devido a sua função, ele estava a par dos maiores segredos militares do Terceiro Reich.
Desde antes da Segunda Guerra Mundial, Fellgiebel mantinha contato com a resistência antinazista devido a seu relacionamento pessoal com os generais Ludwig Beck e Franz Halder. Em 1938, enquanto o Acordo de Munique estava sendo discutido, Erich deveria ter cortado as comunicações da conferência com Berlim enquanto as tropas do marechal Erwin von Witzleben tomavam a capital, mas nada foi a diante.
Em 1944 ele tomou parte da Operação Valquíria, um complô de oficiais do exército alemão para derrubar Hitler do poder. Fellgiebel, assim como outros generais, acreditava que o führer estava levando a Alemanha ao abismo. A conspiração e o planejamento levou a execução do chamado atentado de 20 de julho, quando uma bomba atingiu a sala de conferências de Hitler no Wolfsschanze (a "Toca do Lobo"). Erich Fellgiebel tinha a função de cortar todas as comunicações do quartel-general do líder alemão com o Alto-Comando em Berlim. Ele foi apenas parcialmente bem sucedido já que ele não tinha autoridade sobre as linhas de comunicação entre a SS e Joseph Goebbels, ministro da propaganda e, naquele momento, o de facto braço direito de Hitler.
Quando ficou claro que o atentado havia sido mal sucedido e que Hitler estava vivo ele tentou contactar os conspiradores em Berlim. Na ligação ele teria dito sua famosa frase "Etwas schreckliches ist passiert! Der Führer lebt!" ("Algo terrível aconteceu! O Führer vive!"). O fracasso no atentado rapidamente se reverteu em desastre total, com os principais líderes da resistência antinazista sendo presos em Berlim. Fellgiebel foi também preso quase que imediatamente ainda na Toca do Lobo. Ele foi levado a julgamento diante da Volksgerichtshof ("Corte do Povo"). Em 10 de agosto de 1944, o juiz da SS Roland Freisler o considerou culpado de traição e o sentenciou a morte. Ele foi executado na prisão de Plötzensee, em Berlim, a 4 de setembro.